# Waterville (Minnesota)
Waterville è una città degli Stati Uniti d'America, situata in Minnesota, nella contea di Le Sueur.